# Mohican River
Der Mohican River ist ein 64 km langer Fluss im zentralen US-Bundesstaat Ohio. Der Abfluss erfolgt über den Walhonding, Muskingum, Ohio und den Mississippi River in den Golf von Mexiko. Er gehört zum Flusssystem des Mississippi und entwässert ein Gebiet von rund 1.248 km². Die beiden Quellflüsse Black Fork und Clear Fork bilden 3 km südwestlich der Ortschaft Loudonville im Ashland County durch Vereinigung den Mohican River. Nach rund 8 km nimmt er den von Norden kommenden Lake Fork Mohican River auf und fließt mäandrierend in südlicher Richtung durch das westliche Holmes County und das nordöstliche Knox County. 3 km nordwestlich der Ortschaft Nellie im nordwestlichen Coshocton County trifft er auf den Kokosing River und beide Flüsse bilden hier den Walhonding River. Bei Brinkhaven wird der Fluss von der Bridge of Dreams überspannt. Diese Brücke ist mit rund 114 m die längste überdachte Holzbrücke in Ohio. Laut dem Geographic Names Information System wurde der Fluss in seiner Besiedlungsgeschichte auch mit Margrets Creek, Mohican John Creek, Mohiccon Creek, Mohickin Johns River und ähnlichen Namen bezeichnet.